# Аргумент к последствиям
Аргумент к последствиям, или Апелляция к последствиям (лат. "argumentum ad consequentiam") – это недемонстративный аргумент, относящийся к практической аргументации и действиях и использующий желательность или нежелательность возможного последствия обсуждаемого в диалоге поступка как основание для заключения о его приемлемости или неприемлемости. В качестве довода в поддержку истинности или ложности гипотезы, утверждения или убеждения, может оказаться логической ошибкой и разновидностью неформального заблуждения, поскольку вне расчёта вероятности наступления последствия относительно совершения обсуждаемого поступка, желательность (или нежелательность) последствия не делает утверждение истинным (или ложным). Без проверки вероятности наступления последствий такой аргумент сводится к оценочному суждению, представляющему желательность или нежелательность предполагаемых последствий в качестве субъективной точки зрения говорящего.
По этой причине аргумент к последствиям часто считают ошибкой рассуждения, заблуждением, основанным на апелляции к эмоциям, в таком рассуждении выводы делаются на основе того, как люди к чему-то относятся, а не на основе фактов и логики.

## Общая форма
Аргумент к последствиям, в основном, имеет одну из двух форм, каждая из которых может являться ошибочной, когда доказывается истинность или ложность утверждения, или правдоподобным, когда показывается желательность или нежелательность действия:

### Позитивная форма

###### Ошибочная схема
Если имеется А, то произойдет В. В желательно (или имеющее положительные последствия). Следовательно, А истинно.
Эта форма тесно связана с принятием желаемого за действительное.

##### Примеры
- «Если существует объективная мораль, то хорошее моральное поведение будет вознаграждено после смерти. Я хочу быть вознагражденным; следовательно, мораль должна быть объективной.»
- «Если я верю в Деда Мороза, то он приносит мне подарок. Я хочу получить подарок, поэтому верю в Деда Мороза.»

###### Правдоподобная схема
Если произойдет А, вполне вероятно, что наступят хорошие последствия. Следовательно, следует сделать А.

### Отрицательная форма

###### Ошибочная схема
Если имеется А, то произойдет В. В нежелательно (имеющее отрицательные последствия). Следовательно, А ложно.
Аргумент к силе (Палочный довод) ("argumentum ad baculum") считается частным случаем этой формы.

#### Примеры
- «Я не могу согласиться с утверждением, что люди произошли от обезьян, иначе моими предками были бы обезьяны. Следовательно, теория эволюции неверна.»
- «Детерминизм не может быть правдой, потому что, если бы это было так, это фактически означало бы, что я не полностью контролирую свои собственные решения.»
- «Если ты не веришь в Бога, ты будешь страдать от бессмысленной и несчастной жизни, следовательно, Бог должен существовать.»

###### Правдоподобная схема
Если произойдет А, вероятнее всего, будут плохие последствия. Следовательно, не следует делать А.

## Обзор
В логике аргумент к последствиям считается некорректным, когда используется для заключения истинности (или ложности) гипотезы или утверждения. Важно отметить отличие аргумента к последствиям, когда используется для подтверждения истинности выводов на основе желательности последствий, что является ошибкой в рассуждении, от использования данного аргумента в спорах о выполнении определенных действий, учитывая вероятность их последствий, что является полезным в многих случаях.
Линия рассуждения этого аргумента считается ошибочной, поскольку последствия утверждения не имеют никакого отношения к истинности или ложности самого утверждения.
Например, если бы кто-то сказал: «Если бы шестнадцатиголовых фиолетовых единорогов не существовало, тогда я был бы несчастен, поэтому они должны существовать», было бы ясно, что это не совсем верная линия рассуждения.
Природа заблуждения в использовании этого аргумента особенно ясна в случае принятия желаемого за действительное. Очевидно, простое желание, чтобы что-то было правдой, не делает это правдой.
Аргумент к последствиям не следует путать с Палочным доводом ("argumentum ad baculum"), то есть с созданием «искусственных» последствий (т.е. наказания) или угроз в целях убеждения оппонента в споре.
Важно еще отметить, что рассматриваемые последствия – это последствия, вытекающие из веры. Здесь важно различать рациональное основание верить (доказательства) и разумное основание полагать. Первое основано на том, что объективно и логически подтверждаемо. Второе – это повод принять утверждение из-за какого-либо внешнего фактора (например, страха, угрозы, выгоды или вреда, которые могут вытекать из утверждения), который имеет отношение к тому, что человек ценит или желает, но не имеет отношения к истинности или ложности утверждения.
Также существуют важные критические вопросы, которые возникают в ответ на использование аргумента к последствиям в споре. Если тот, кто использует этот аргумент, не может адекватно ответить на любой из этих вопросов, то его выводы ставятся под сомнение:
1. Какова вероятность того, что упомянутые последствия наступят?
2. На чем основано утверждение о том, что если сделать А, то наступят (могут или должны) эти последствия?
3. Имеются ли последствия противоположного характера, которые стоит учесть?[3]

Аргумент к последствиям считается некорректным только в случае использования его для заключения логической истинности или ложности утверждения. Но, когда этот аргумент используется в других целях, он может считаться не ошибочным, например, в целях принятия решения.
Таким образом, аргумент к последствиям бывает эффективным в практике принятия решений, в которой обсуждаются возможности или планы, которые еще не существуют в настоящем, где желанность последствия более ценна, чем правдивость утверждения.
Такие аргументы используются также в этике, где иногда являются краеугольными камнями многих моральных теорий, особенно связанных с консеквенциализмом.